# Triangularia batistae
Triangularia batistae är en svampart som beskrevs av J.L. Bezerra & Maciel 1969. Triangularia batistae ingår i släktet Triangularia och familjen Lasiosphaeriaceae.   Inga underarter finns listade i Catalogue of Life.